# Campionati mondiali di biathlon 1969
I Campionati mondiali di biathlon 1969 si svolsero a Zakopane, in Polonia, e contemplarono esclusivamente gare maschili. 

## Risultati

### 20 km
| Posizione | Atleta             | Nazione          | Tempo |
| --------- | ------------------ | ---------------- | ----- |
| 1         | Aleksandr Tichonov | Unione Sovietica | -     |
| 2         | Rinat Safin        | Unione Sovietica | -     |
| 3         | Magnar Solberg     | Norvegia         | -     |
| 4         | Nikolaj Puzanov    | Unione Sovietica | -     |
| 5         | Miki Shibuay       | Giappone         | -     |
| 6         | Horst Koschka      | Germania Est     | -     |
| 7         | Joachim Günther    | Germania Est     | -     |
| 8         | Pavel Ploc         | Cecoslovacchia   | -     |
| 9         | Jon Istad          | Norvegia         | -     |
| 10        | Olle Petrusson     | Svezia           | -     |

### Staffetta 4x7,5 km
| Posizione | Nazione          | Atleti                                                           | Tempo |
| --------- | ---------------- | ---------------------------------------------------------------- | ----- |
| 1         | Unione Sovietica | Aleksandr Tichonov Viktor Mamatov Rinat Safin Vladimir Gundarcev | -     |
| 2         | Norvegia         | Jon Istad Ragnar Tveiten Magnar Solberg Esten Gjelten            | -     |
| 3         | Finlandia        | Kalevi Vähäkylä Mauri Röppänen Mauno Peltonen Esko Marttinen     | -     |

## Medagliere per nazioni
| Posizione | Nazione          | Oro | Argento | Bronzo | Totale |
| --------- | ---------------- | --- | ------- | ------ | ------ |
| 1         | Unione Sovietica | 2   | 1       | 0      | 3      |
| 2         | Norvegia         | 0   | 1       | 1      | 2      |
| 3         | Finlandia        | 0   | 0       | 1      | 1      |